# Hendrik Letteboer
Hendrik Letteboer (Almelo, 3 april 1916 – Gorinchem, 6 januari 2002) was een Nederlandse verzetsstrijder tijdens de Tweede Wereldoorlog. Hij werd in de nacht van 22 op 23 juni 1943 samen met de agent Garrelt van Borssum Buisman (1915 –1991) in de omgeving van Mariënberg, ten oosten van Ommen, boven Overijssel geparachuteerd. Hij werkte in de functie van radiotelegrafist/codist voor het Bureau Inlichtingen (BI). Het BI werkte nauw samen met de Engelse Secret Intelligence Service (SIS). Zijn radiozender werd uitgepeild op 3 februari 1944. Hij werd door de Sicherheitsdienst (SD) gearresteerd en overgebracht naar het KZ Außenlager in Rathenow-Heidefeld in Duitsland. Hij keerde in Nederland terug op 5 juni 1945.

## Terug naar Nederland
In Londen werd Letteboer opgeleid tot agent bij het Bureau Inlichtingen (BI).

## Plaats van tewerkstelling
Na zijn parachutering reisde Letteboer naar zijn plaats van tewerkstelling in Amsterdam. In het huis van een voormalige dienstvriend, de garagehouder C.J. Knippers, richtte hij een seinpost in. De garage was gelegen in een pand aan de Lindengracht, midden in het hartje van de Jordaan. Letteboer was de radiotelegrafist/codist van Van Borssum Buisman, de organisator en de leider van de Zendgroep Barbara. Letteboer verzorgde het directe radiocontact tussen Van Borssum Buisman en het BI en de Nederlandse regering in Londen. Indien er door het BI nieuwe agenten ten behoeve van de Zendgroep Barbara werden geparachuteerd was Letteboer de eerste agent die hiervan op de hoogte werd gesteld. Tijdens zijn radiocontacten met het BI maakte Letteboer gebruik van de codenamen August, Heintje II en De Graaf. Tijdens zijn contacten “in het veld” gebruikte hij de schuilnaam Hendrik de Wit.
In Amsterdam werkte Letteboer nauw samen met Chris Tonnet. Tonnet was de contactpersoon van de OD. Tonnet ving de telegrafisten van de Zendgroep Barbara op. Hij regelde voor hen schuiladressen en seinadressen. Hij ondersteunde de agenten door het leveren van lokale marconisten. De marconisten F. Carabain en F. Lokven werden door zijn bemiddeling aan de zendgroep toegevoegd. Beiden waren werkzaam bij de Radiodienst van de OD. Na korte tijd draaide de zendgroep voortreffelijk. Letteboer kreeg zijn handen vol aan het verwerken en het verzenden van de berichten die door Van Borssum Buisman, Tonnet en Gerben Sonderman werden aangeleverd. De start van de Zendgroep Barbara leidde tot de hernieuwde opbouw van de in het slop geraakte inlichtingendienst van de OD.

## De arrestatie
Op 3 februari 1944 werd de radiozender van Letteboer in Amsterdam uitgepeild. Letteboer werd door de SD gearresteerd en gevangengenomen. Hij werd naar het KZ Außenlager in Rathenow-Heidefeld in Duitsland afgevoerd. Op 26 april 1945 werd hij door de Russen bevrijd. Na zijn gevangenschap meldde hij zich na de bevrijding van Nederland terug bij het BI in Eindhoven.

## Na de oorlog
Na de oorlog bleef hij de Krijgsmacht trouw. Hij bereikte de rang van luitenant-kolonel bij het Regiment Verbindingstroepen.
In Eibergen is op de kazerne Kamp Holterhoek een gebouw naar LKol Letteboer genoemd.

## Onderscheidingen
- Het Kruis van Verdienste KB nr.11 van 25 februari 1943.
- De Bronzen Leeuw KB nr.8 van 30 augustus 1948.
- Officierskruis